# 康與之
康與之（?—?），字伯可，又字叔間，號退軒，又號順庵，南宋滑州（今河南滑縣）人。
生卒年不詳。钦宗靖康年間，摄淮南西路安抚使司幕职官。建炎初年，宋高宗驻扬州，康與之上《中兴十策》，劝谏高宗“移跸关中，号召两河”，声名大振，而宰相汪伯彦、黄潜善不能用。不久监杭州太和楼酒库，坐盗钱为妓饰金免官。秦檜當國，依附秦檜求進，一說是秦檜“十客”之一，以文詞待詔金馬門。紹興十七年（1147年）九月，官至軍器監，十八年六月，罢官，与外任宫观。其詞多應制之作，不免歪曲現實，粉飾太平。陈廷焯评为“哀感顽艳”。绍兴二十五年（1155年）秦檜死，遭弹劾，出京任福建安抚司主管机宜文字，除名勒停，送钦州（今广西灵山）编管。二十六年（1156年）六月后，抵钦州。紹興二十八年，移雷州（今广东海康县），再移新州（今海南島新兴县）牢城，遇赦回杭州。孝宗淳熙四年（1177年）尚在世。有《順庵樂府》五卷，今不傳。